# Salicaire à feuilles d'hysope
Lythrum hyssopifolia
Espèce
Statut de conservation UICN

 LC  : Préoccupation mineure
La Salicaire à feuilles d'hysope (Lythrum hyssopifolia) est une espèce de plantes à fleurs de la famille des Lythraceae originaire d'Europe. Elle a été introduite sur d'autres continents et a maintenant une répartition cosmopolite.

## Description
C'est une plante herbacée annuelle, basse mais aux tiges plutôt érigées atteignant 50 cm, aux feuilles généralement alternes, oblongues à linéaires, aux petites fleurs roses à l'aisselle des feuilles supérieures, solitaires ou par paires. Elles possèdent 6 pétales et 4-6 étamines non saillantes.

## Habitats
On rencontre cette plante à floraison estivale dans les champs ou les terrains inondables à des altitudes jusqu'à 1 700 m.

## Statuts de protection, menaces
L'espèce est évaluée comme non préoccupante aux échelons européen et français.
En France, l'espèce se raréfie : elle est considérée en danger critique (CR) en Nord-Pas-de-Calais ; en danger (EN) en Limousin ; quasi menacée (NT), proche du seuil des espèces menacées ou qui pourraient l'être si des mesures de conservation spécifiques n'étaient pas prises, en Lorraine.